# Lester Speight
Lester Speight, detto Mighty Rasta (Baltimora, 28 agosto 1963), è un ex giocatore di football americano, wrestler e attore statunitense.
È conosciuto per aver interpretato la parte di Calvin nella sitcom Tutto in famiglia e per essere il doppiatore di Augustus "Cole Train" Cole, personaggio della serie Gears of War.

## Filmografia

### Cinema
- Amici × la morte (Cadle 2 the Grave), regia di Andrzej Bartkowiak (2003)
- Norbit, regia di Brian Robbins (2007)
- Las Vegas - Terapia per due, regia di Peter Tolan (2008)
- Faster, regia di George Tillman Jr. (2010)
- Transformers 3, regia di Michael Bay (2011)
- Speech & Debate, regia di Dan Harris (2017)

### Televisione
- Tutto in famiglia (My Wife and Kids) - serie TV (2001-2005)
- Cold Case - Delitti irrisolti - serie TV episodio 7×07 (2003-2010)
- Titans - serie TV episodio 1×06 (2018-2023)

### Doppiatore
- Gears of War - videogioco (2006)

## Doppiatori italiani
Nelle versioni in italiano delle opere in cui ha recitato, Lester Speight è stato doppiato da:
- Mauro Magliozzi in Amici × la morte, Norbit
- Pasquale Anselmo in Tutto in famiglia
- Paolo Marchese in Faster
- Stefano Mondini in Las Vegas - Terapia per due
- Saverio Indrio in Malcolm
- Roberto Certomà in Cold Case - Delitti irrisolti
- Roberto Fidecaro in Titans
- Dario Oppido in Transformers 3

Da doppiatore è stato sostituito da:
- Luca Catanzaro in Gears of War